# Клэрбурт, Льюис
Льюис Дуглас Клэрбурт (англ. Lewis Douglas Clareburt; род. 4 июля 1999, Веллингтон) — новозеландский пловец, чемпион мира 2024 года на дистанции 400 метров  комплексным плаванием, двукратный победитель Игр Содружества.

## Карьера
Родился в Новой Зеландии.
На Играх Содружества 2018 года занял третье место в комплексном плавание на дистанции 400 метров.
На чемпионате мира 2019 года в корейском Кванджу стал третьим на дистанции 400 метров комплексным плаванием, уступив победителю Дайи Сэто 3,12 секунды.
На Олимпийских играх 2020 года занял 7-е место на дистанции 400 метров комплексным плаванием и 8-е место на дистанции 200 метров комплексным плаванием.
На Играх Содружества 2022 года в Бирмингеме выиграл золото на дистанциях 400 метров комплексным плаванием и 200 метров баттерфляем.
На чемпионате мира 2024 года в Дохе выиграл золото на дистанции 400 метров комплексным плаванием с результатом 4:09.72 (на 7 секунд медленнее мирового рекорда Леона Маршана, с которым тот победил на чемпионате мира 2023 года).